# Villequier-Aumont
Villequier-Aumont är en kommun i departementet Aisne i regionen Hauts-de-France i norra Frankrike. Kommunen ligger  i kantonen Chauny som ligger i arrondissementet Laon. År 2022 hade Villequier-Aumont 675 invånare.

## Befolkningsutveckling
Antalet invånare i kommunen Villequier-Aumont
Referens: INSEE